# Edward Bulwer-Lytton
Pour les articles homonymes, voir Bulwer-Lytton.
Œuvres principales
Les Derniers jours de Pompéi
Edward George Earle Bulwer-Lytton (25 mai 1803, Londres – 18 janvier 1873, Torquay), 1er baron Lytton de Knebworth, membre du conseil privé du roi, est un homme politique, poète, dramaturge et romancier britannique du XIXe siècle.
En France, il est surtout connu pour son roman Les Derniers Jours de Pompéi (1834), qui fera l'objet de nombreuses adaptions cinématographiques.
Au Royaume-Uni, Bulwer-Lytton est parfois considéré à tort comme « le pire écrivain de l'histoire », en raison du célèbre incipit de son roman Paul Clifford : « It was a dark and stormy night » (« C'était une nuit sombre et orageuse »). Cette phrase a inspiré un concours annuel d'écriture de la pire ouverture de roman. Depuis 1982, le concours de fiction Bulwer-Lytton est organisé chaque année pour trouver la « première phrase du pire roman possible »,,.

## Biographie

### Jeunesse
Né le 25 mai 1803 à Londres, Edward Bulwer-Lytton  est le fils du général William Earle Bulwer, de Heydon-Hall et de Wood Dalling (Norfolk) et d'Elizabeth Barbara Lytton (1773-1843), fille de Richard Warburton Lytton de Knebworth House (Hertfordshire). Il a deux frères aînés, William Earle Lytton Bulwer (1799–1877) et Henry (1801–1872), plus tard Lord Dalling et Bulwer. Il entre à Trinity College (Cambridge) en 1822, mais passe bientôt à Trinity Hall. En 1825, il remporte la Chancellor's Gold Medal pour des vers anglais.

### Famille
En août 1827, contre l'avis de sa mère, il épouse Rosina Doyle Wheeler (1802–1882), une célèbre beauté irlandaise. En représailles, sa mère lui retire sa pension, le contraignant à travailler. Le couple a deux enfants, Lady Emily Elizabeth Bulwer-Lytton (1828–1848), et Edward Robert Lytton Bulwer-Lytton, 1er comte de Lytton (1831–1891), qui est gouverneur-général et vice-roi des Indes britanniques de 1876 à 1880.
Ses activités littéraires et politiques mettent à rude épreuve son mariage, de même que ses infidélités conjugales. En 1833, le couple se sépare, séparation devenue légale en 1836. Trois ans plus tard, Rosina publie Cheveley, or the Man of Honour (1839), une fiction dans laquelle elle dénonce l'hypocrisie de son mari.
En juin 1858, alors que son mari est candidat dans le Hertfordshire, elle mène campagne contre lui. Celui-ci riposte en menaçant d'attaquer ses éditeurs, de lui retirer sa pension et en lui refusant l'accès à ses enfants. Finalement, elle est internée dans un asile psychiatrique, avant d'être libérée quelques semaines plus tard, devant le tollé de l'opinion publique.
Profondément attristé et marqué par le décès de sa mère, en 1843, il change le 20 février 1844 son nom de famille — « Bulwer » — en « Bulwer-Lytton », conformément aux vœux de sa mère, qui avait fait la même chose en 1811. En revanche, ses frères ont continué à se faire appeler uniquement « Bulwer ».

### Carrière politique

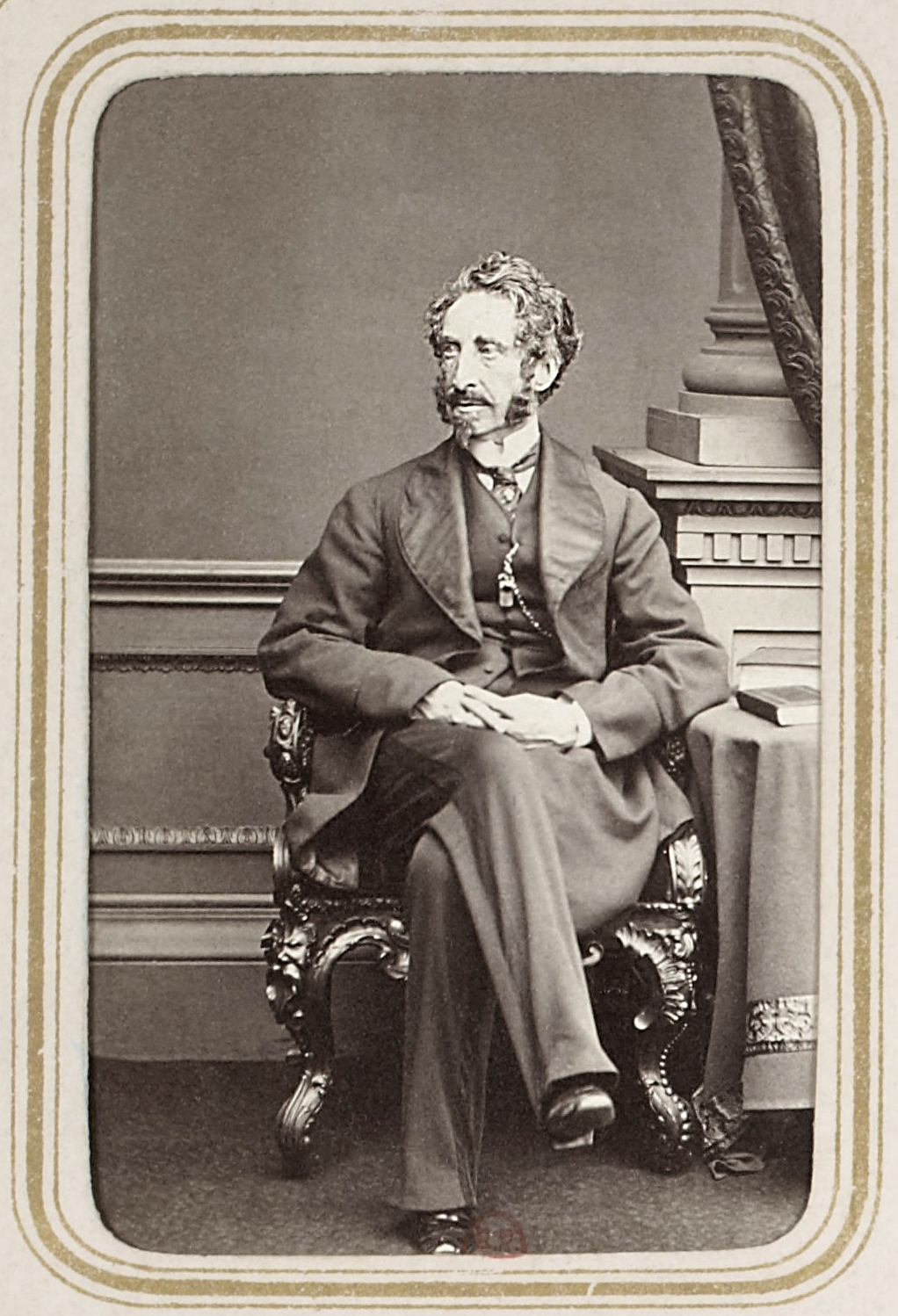
Lord Lytton.

Disciple de Jeremy Bentham, Bulwer-Lytton est élu en 1831 député de la circonscription de St Ives en Cornouailles, avant de passer en 1832 à Lincoln, qu'il représente en 1832 à la Chambre des communes pendant neuf ans, jusqu'en 1841. Au Parlement il intervient en faveur du Reform Bill et joue un rôle de premier plan dans la réduction du droit de timbre pour la presse, après avoir tenté en vain d'obtenir son abrogation. En 1831-1832, il dirige le Monthly Magazine, où il affiche des opinions qui lui valent le surnom de Dandy radical. Son influence est particulièrement visible quand Guillaume IV renvoie en novembre 1834 le ministère whig ; le 21 novembre 1834, il publie un pamphlet contre le gouvernement conservateur de Robert Peel intitulé A Letter to a Late Cabinet Minister on the Crisis, qui connaît un grand succès. Lord Melbourne, alors premier ministre, lui offre le poste de Lord de l'Amirauté, qu'il décline, car il le juge susceptible d'interférer avec son activité d'auteur.
Il quitte le Parlement en 1841 et ne revient à la politique qu'en 1852. Opposé à l'abrogation des Corn Laws que soutenait le leader de son parti, Lord John Russell, il se présente dans le Hertfordshire en qualité de candidat conservateur. Élu, il siège à la Chambre des communes jusqu'en 1866, date à laquelle il est élevé à la pairie en tant que baron Lytton de Knebworth, dans le Hertfordshire.
En 1846, il publie le Nouveau Timon, où il donne une série de portraits d'hommes d'État contemporains.
En juin 1858, il entre au gouvernement de Lord Derby comme secrétaire d'État aux colonies, aux côtés de son vieil ami Benjamin Disraeli. À la Chambre des lords, il se montre relativement inactif. Il prend un intérêt patrimonial dans le développement de la colonie de Colombie-Britannique et écrit avec une grande passion en faveur de l'envoi des Royal Engineers dans ce territoire. L'ancien Fort Dallas de la Compagnie de la Baie d'Hudson, au confluent de la rivière Thompson et du fleuve Fraser, est rebaptisé Lytton en son honneur par le gouverneur Sir James Douglas en 1858.

### Carrière littéraire
En 1820, il entre en littérature avec la publication d'un recueil de poèmes imités de Lord Byron ; il écrit plus d'une vingtaine de romans sur une période de quarante-cinq ans, explorant de nombreux genres. Il obtient la reconnaissance du public en 1828 avec son premier roman, Pelham ou les Aventures d'un gentleman, qui présente des traits communs avec le premier de Benjamin Disraeli, Vivien Grey, paru en 1827, et établit sa réputation de bel esprit et de dandy. 
Bulwer-Lytton atteint le sommet de sa renommée avec Godolphin (1833), ouvrage suivi des Pèlerins du Rhin (1834), de l'illustre Les Derniers Jours de Pompéi (1834), de Rienzi ou le Dernier des Tribuns (1835) et d'Harold, le dernier des Saxons (1848), qui rendent son nom célèbre en Europe. La passion de Lytton pour l'histoire et le savoir apparaissent dans la plupart de ses œuvres, comme dans Le Dernier des barons alias Warwick en guerre contre le roi Édouard IV durant la guerre des deux roses à travers également les personnages du savant Adam Warner et de sa fille Sibilla (qui n'est pas sans rappeler la Rebecca de Walter Scott). Le roman de science-fiction La Race à venir… celle qui nous exterminera, publié en 1871, utilise le mythe de la terre creuse — comme Edgar Poe et Jules Verne — et celui d'une race aryenne aux pouvoirs supérieurs, qui plairont beaucoup aux nazis.

### Décès
Bulwer-Lytton souffre pendant longtemps d'une maladie de l'oreille et s'installe, dans les dernières années de sa vie, à Torquay pour y soigner sa santé. Après une opération destinée à guérir sa surdité, un abcès se forme dans son oreille et éclate. Il meurt, après une semaine de douleurs intenses, le 18 janvier 1873 à deux heures du matin, peu avant son soixante-dixième anniversaire. Contre sa volonté, Bulwer-Lytton a été inhumé dans l'abbaye de Westminster.

## Œuvre
(liste non exhaustive)

### Romans
Dans la liste suivante, un astérisque repère les romans dont l'argument est exposé dans la Revue des Romans (1839) ; texte sur wikisource.
- (*) Pelham ou les aventures d'un gentleman (Pelham: or The Adventures of a Gentleman, 1828) Texte sur Wikisource
- Devereux (Devereux, 1829) Texte en ligne
- L'Enfant désavoué puis Le Désavoué (The Disowned, 1829) (BNF 30175884) (BNF 30175885)
- (*) Paul Clifford (Paul Clifford, 1830)
- (*) Eugène Aram (Eugène Aram, 1832)
- Godolphin, ou le Serment (Godolphin, 1833)
- Falkland (Falkland, 1834) Texte en ligne
- (*) Les Derniers Jours de Pompéi, 1834
- Les Pèlerins du Rhin / Les Pèlerins aux bords du Rhin (The Pilgrims of the Rhine, 1834) (BNF 30175981) (BNF 30175982)
- L'Étudiant, contes, nouvelles, et esquisses littéraires (The Student, 1835)
- Rienzi ou le dernier des Tribuns (Rienzi, the last of the Roman tribunes, 1835) Texte en ligne
- (*) Ernest Maltravers (Ernest Maltravers, 1837) Texte sur Wikisource
- (*) Alice ou les Mystères (Alice, or the Mysteries, 1838) (suite de Ernest Maltravers) Texte sur Wikisource
- Soir et matin, ou la Vie humaine puis Nuit et matin (Night and morning, 1841) (BNF 30175957)
- Zanoni, le Maître Rose-Croix (Zanoni, 1842) Texte en ligne
- Le Dernier des Barons (The Last of the Barons, 1843)
- Lucretia, ou les Enfants de la nuit (Lucretia, or the Children of night, 1846) (BNF 30175939)
- Harold, ou le dernier des rois saxons (Harold, the last of the Saxon kings, 1848) Texte en ligne
- Aventures de Pisistrate Caxton, ou Mémoires de Pisistrate Caxton (The Caxtons, a Family Picture, 1849)
- Mon roman (My Novel, or Varieties in English Life, 1853) Texte sur Wikisource
- Qu'en fera-t-il ? (What Will He Do With It?, 1858)
- Une étrange histoire (A Strange Story ; and the Haunted and the haunters, 1862)
- La Race future[6] (The Coming Race, 1871) Texte sur Wikisource
- Jour et nuit, ou Heur et malheur Texte en ligne
- Kennelm Chillingly (Kenelm Chillingly, 1873)
- The Parisians (inachevé, 1873)
- Pausanias, the Spartan (inachevé, 1873)
- L'Anneau d'Amasis (titre original ?) (BNF 30176019)
- Le Maître d'école assassin Texte sur Wikisource (version abrégée d'Eugène Aram)

Les œuvres de sir Edward Bulwer-Lytton ont été traduites en français de son vivant, sous la direction de Paul Lorain, et publiées en 25 volumes par Librairie Hachette et Cie.

### Essais
- L'Angleterre et les Anglais (England and the English) ; traduit de l'anglais par Jean Cohen, Paris : Fournier jeune, 1833 (BNF 30175894)

### Pièces de théâtre
- La Duchesse de la Vallière (The Duchess de La Vallière, 1837). Pièce en cinq actes traduite et précédée d'une préface critique par M. Jules Belin ; Paris : au bureau de la Revue du théâtre (BNF 38697351)
- La Demoiselle de Lyon (The Lady of Lyons, 1838)
- Richelieu, ou La Conspiration (Richelieu, 1839). Pièce en 5 actes ; Traduction et adaptation radiophonique : Michel Arnaud? ca 1961 (Radiodiffusion française, 19610000)
- L'Argent (Money, 1840) (Texte en ligne
- Tout homme a son tarif (Walpole, or Every Man Has His Price, ), comédie en trois actes, 1871 (BNF 38697360)

## Citations
La plus célèbre citation de Bulwer-Lytton, « la plume est plus puissante que l'épée », est tirée de sa pièce Richelieu.

## Prix Bulwer-Lytton
En 1982, l'université d'État de San José (Californie) a créé le prix Bulwer-Lytton, qui vise à récompenser chaque année la pire première phrase d'un roman ou d'une nouvelle. Le nom du prix est dû au fait que lors de la première célébration, la première place a été attribuée à titre posthume à Edward Bulwer-Lytton, pour la première phrase de Paul Clifford : « It was a dark and stormy night... » (qu'on peut traduire par « c'était par une sombre nuit d'orage… »).
De fait, cette phrase est depuis restée dans les annales pour désigner un début de roman noir ; par exemple, le personnage de Snoopy créé par Shulz, tente désespérément d'écrire un roman, et reste bloqué sur cette même première phrase.

## Adaptation au cinéma
Sa pièce Richelieu a été adaptée au cinéma en 1914 par Allan Dwan sous le titre Richelieu.

### Sources
- Bibliothèque nationale de France

Cet article comprend des extraits du Dictionnaire Bouillet. Il est possible de supprimer cette indication, si le texte reflète le savoir actuel sur ce thème, si les sources sont citées, s'il satisfait aux exigences linguistiques actuelles et s'il ne contient pas de propos qui vont à l'encontre des règles de neutralité de Wikipédia.
- The Bulwer-Lytton Fiction Contest